# أرتورو دي جيسوس كوريا تورو
أرتورو دي جيسوس كوريا تورو (26 أبريل 1941 - 26 مايو 2021) كان أسقفًا كولومبيًا كاثوليكيًا.

## السيرة الشخصية
وُلِد كوريّا تورو في كولومبيا ورُسم للكهنوت عام 1967. خدم أسقفًا لأبرشية الروم الكاثوليك في إيبياليس كولومبيا من 2000 حتى 2018.
توفي كوريّا تورو من مضاعفات كوفيد 19 خلال الجائحة في كولومبيا في 26 مايو 2021، عن عمر يناهز 80 عامًا.